# Israel Beer Breweries Ltd.
Israel Beer Breweries Ltd. (IBBL) — вторая по объемам производства пива пивоварня Израиля (после Tempo Beer Industries Ltd.). Расположена в городе Ашкелон.

## История
Israel Beer Breweries Ltd. была основана в 1992 году одним из крупнейших мировых производителей пива Carlsberg Group в партнерстве с компанией CBC Group. В 1995 году компания начала производство пива торговых марок Carlsberg и Tuborg, которые до того времени импортировались.
В июле 2008 года Carlsberg Group объявила о продаже своей доли акций Israel Beer Breweries Ltd. и выходе из числа акционеров компании. Пиво торговых марок Carlsberg и Tuborg продолжает производиться на пивоварне на условиях лицензии.
Состоянию на 2007 год пивоварня удерживала на рынке пива Израиля долю в 40 %.

## Ассортимент продукции

### Производство
- Carlsberg
- Tuborg Red — Алк.об.: 5,2 %.
- Tuborg Green
- Holsten
- Tuborg Black
- Stella Artois
- Malty безалкогольное пиво
- Malty Diet безалкогольное пиво
- Безалкогольные напитки — напитки на основе натуральных соков

### Импорт и дальнейшая дистрибуция
Пивоварня импортирует и обеспечивает продажу на израильском рынке пива торговых марок Guinness, Kilkenny, Leffe, Stella Artois, Hoegaarden и Weihenstephan.